# Loïc Pietri
Loïc Pietri né le 27 août 1990 à Nice d’origine corse est un judoka français. Il concourt en moins de 81 kg, mi-moyens, remportant six médailles  mondiales et six médailles européennes. Précoce, il est champion de France dans toutes les catégories d’âge. Il termine chez les juniors par les titres de champion d’Europe et du monde en individuel. Également trois fois médaillés aux championnats d’Europe et trois fois aux championnats du monde en individuel chez les séniors. Il marque l’histoire du judo français en devenant le premier champion du monde en -de 81kg, le troisième judoka (garçons et filles) à réaliser le doublé champion du monde juniors et seniors, le dixième judoka masculin champion du monde et le seul judoka champion du monde depuis 24 ans à part Teddy RINER. Il a participé aux jeux olympiques de Rio. Blessé trois mois avant, il n’a pu réellement défendre ses chances alors qu’il était l’un des favoris. 

## Biographie
Originaire de l'arrière-pays niçois et de Corse, Loïc Pietri a vécu toute sa jeunesse à Nice. Il commence le judo à l'âge de 6 ans au Judo Club de Monaco avec, pour professeur, son père Marcel Pietri, ancien international de judo (vice-champion d’Europe et vainqueur du Tournoi de Paris).
Il intègre par la suite la section Pôle Espoirs Nice du lycée du Parc-Impérial. En 2005 et 2006, il obtient trois titres de champion de France cadets (UNSS & Fédéral). Trois ans plus tard, en 2009, quelques mois après avoir intégré l'INSEP et signé dans son nouveau club, l'Olympique Judo Nice, il confirme son potentiel en devenant successivement, lors de la même saison, champion de France, champion d'Europe et champion du Monde dans la catégorie juniors.
En septembre 2010, il participe à son premier championnat du monde chez les seniors, lors de l'édition de Tokyo, où il se hisse en huitième de finale en battant notamment le Coréen Song Dae-nam. Il est éliminé par le Japonais Masahiro Takamatsu (en). Il se blesse contre celui-ci, ce qui le tient éloigné des tapis pour quelques mois.
En s'imposant en février 2011 face à l'Allemand Yannick Gutsche lors du tournoi de Varsovie, il remporte son premier tournoi classé coupe du monde. Avec Alain Schmitt, il représente l'équipe de France en moins de 81kg aux championnats d'Europe d'Istanbul. Dans la compétition par équipes, il fait partie de l'équipe de France qui s'incline face à l'Ukraine sur le score de trois à deux, Piétri perdant son match au golden score. En septembre, lors des championnats du Monde à Paris, il se hisse en demi-finale en battant le champion du Monde 2005 Guillaume Elmont au deuxième tour. Lors de sa demi-finale, il perd face au champion du monde en titre et vice-champion olympique, Kim Jae-bum, puis face à Sergiu Toma dans le combat pour la troisième place. Il se classe ainsi cinquième.
Alain Schmitt, grâce à deux deuxièmes places dans des tournois Grand Prix, d'Amsterdam et Düsseldorf, prend l'avantage dans la course à la qualification. Après une succession de blessures, Piétri ne parvient à décrocher qu'une place de troisième au Grand prix de Düsseldorf, son premier dans un tournoi classé Grand Prix. Il est sélectionné pour les championnats d'Europe où Alain Schmitt, alors titulaire officieux de la place pour les Jeux de Londres, est laissé au repos par l'équipe de France. Dans cette compétition, il ne parvient pas à saisir la possibilité de changer la hiérarchie nationale en se faisant éliminer dès le deuxième tour par le Russe Sirazhudin Magomedov. C'est ainsi Schmitt que est désigné titulaire pour la catégorie des moins de 81 kg au tournoi olympique.
En 2013, pour le début de la nouvelle olympiade, Loïc Pietri change de club et signe à l'Athletic Club de Boulogne-Billancourt (ACBB), où il confirme sa progression en remportant sa première victoire en Grand Prix à l'occasion du Grand Prix de Samsun. Il assure ainsi sa place de titulaire pour les championnats d’Europe à Budapest. Il s'incline lors de son quart de finale face au Belge Joachim Bottieau, puis remporte une médaille de bronze lors des repêchages en s'imposant face au Russe Ivan Vorobev,. Blessé, il ne participe pas à la compétition par équipes où la France est vite éliminée de la compétition sur le score de quatre à un par l'Allemagne.
Aux Championnats du monde de judo 2013 à Rio de Janeiro, il est sacré champion du monde en battant en finale le Géorgien Avtandil Tchrikishvili par waza-ari. Il devient ainsi le dixième judoka masculin français à devenir champion du monde et le premier dans la catégorie des moins de 81 kg.
Loïc Pietri renoue avec la compétition en obtenant la deuxième place lors du Grand Chelem de Tokyo où il est battu par le Japonais Takanori Nagase. Le mois de février suivant, il est battu en finale du tournoi de Paris par le Géorgien Avtandili Tchrikishvili. Lors des championnats d'Europe de Montpellier, il est derechef battu par Avtandil Tchrikishvili. Dans la compétition par équipes, la France est battue par la Géorgie en demi-finale puis s'impose lors du match pour la médaille de bronze face à la Slovénie sur le score de quatre à un, Pietri remportant son combat. Lors des mondiaux de Tcheliabinsk, il est battu en demi-finale par le Canadien Antoine Valois-Fortier. Il obtient la médaille de bronze en battant Takanori Nagase, Alain Schmitt échouant dans sa tentative d'obtenir également le bronze.
En février 2015, il obtient la médaille de bronze au Grand Prix de Düsseldorf. En mars, il remporte le tournoi de Samson en battant Sergiu Toma. qui représente désormais les Emirats arabes unis. Il participe aux Jeux européens de Bakou où il obtient la médaille de bronze en battant au golden score l'Allemand Sven Maresch. Lors des championnats du monde d'Astana, il élimine lors de sa journée Antoine Valois-Fortier, prenant ainsi sa revanche sur l'édition précédente, mais s'incline sur ippon en finale face à Takanori Nagase.

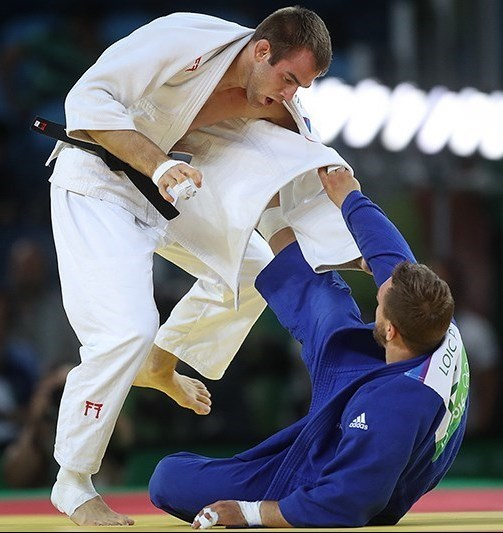
Loïc Pietri, au sol, face à Antoine Valois-Fortier, lors des Jeux olympiques de Rio de Janeiro.

En janvier 2016, il se fait une entorse latérale interne du genou droit qui l'oblige à déclarer forfait pour le  tournoi de Paris puis il est confronté à une tendinite qui le prive des championnats d'Europe de Kazan. Il est sélectionné pour représenter l'équipe de France aux Jeux olympiques de Rio de Janeiro. Lors du tournoi olympique, il est battu par yuko par Antoine Valois-Fortier lors de son premier combat. 
En automne, il change de catégorie pour rejoindre celle des poids moyens, moins de 90 kg. Il remporte sa première médaille d'or en coupe du monde dans sa nouvelle catégorie en remportant le tournoi de Sarajevo en avril 2017. Non retenu pour l'épreuve individuelle des mondiaux de Budapest, il participe à la compétition par équipes mixte, disputant notamment le premier tour face à la Hongrie. La France, éliminée en quart de finale, bat ensuite l'Allemagne puis la Russie par cinq à un pour remporter la médaille de bronze.

## Palmarès

### Compétitions internationales
| Année | Compétition           | Lieu           | Résultat | Catégorie      |
| ----- | --------------------- | -------------- | -------- | -------------- |
| 2013  | Championnats d'Europe | Budapest       | 3e       | Moins de 81 kg |
| 2013  | Championnats du monde | Rio de Janeiro | 1er      | Moins de 81 kg |
| 2014  | Championnats d'Europe | Montpellier    | 2e       | Moins de 81 kg |
| 2014  | Championnats du monde | Tcheliabinsk   | 3e       | Moins de 81 kg |
| 2015  | Jeux européens        | Bakou          | 3e       | Moins de 81 kg |
| 2015  | Championnats du monde | Astana         | 2e       | Moins de 81 kg |

Outre ses médailles individuelles, il obtient des médailles dans des compétitions par équipes
| Année | Compétition           | Lieu        | Résultat |
| ----- | --------------------- | ----------- | -------- |
| 2011  | Championnats d'Europe | Istanbul    | 2e       |
| 2014  | Championnats d'Europe | Montpellier | 3e       |
| 2015  | Jeux européens        | Bakou       | 1er      |
| 2017  | Championnats du monde | Budapest    | 3e       |

### Tournois Grand Chelem et Grand Prix
| Année | Compétition              | Lieu       | Résultat | Catégorie      |
| ----- | ------------------------ | ---------- | -------- | -------------- |
| 2012  | Grand Prix de Düsseldorf | Düsseldorf | 3e       | Moins de 81 kg |
| 2013  | Grand Prix Samsun        | Samsun     | 1er      | Moins de 81 kg |
| 2013  | Grand Slam de Tokyo      | Tokyo      | 2e       | Moins de 81 kg |
| 2014  | Tournoi de Paris         | Paris      | 2e       | Moins de 81 kg |
| 2015  | Grand Prix de Düsseldorf | Düsseldorf | 3e       | Moins de 81 kg |
| 2015  | Grand Prix Samsun        | Samsun     | 1er      | Moins de 81 kg |